# Krytyk wewnętrzny
Krytyk wewnętrzny to zbiór postaw o oceniającym, negatywnym charakterze, kształtujący się w osobie pod wpływem życiowych doświadczeń, głównie pod wpływem krytyki zewnętrznej ze strony rodziców i opiekunów we wczesnym okresie życia. Obiektem krytykującego jest on sam. Silny krytyk wewnętrzny może prowadzić do problemów psychicznych (niskie poczucie własnej wartości, depresja i inne).